# 冰島國家奧林匹克及體育協會
冰島國家奧林匹克及體育協會（National Olympic and Sports Association of Iceland）是冰島的國家奧林匹克委員會及體育部門。該組織成立於1912年，是國際奧林匹克委員會和歐洲奧林匹克委員會的成員。同年，派員參加在瑞典赫爾辛基舉行的夏季奧運會。
現時，冰島國家奧林匹克及體育協會秩總部設在雷克雅未克，主席是前籃球員Ólafur Rafnsson。

## 資料來源
1. ↑  .   [2014-06-06]. （原始内容存档于2009-02-20）.